# ضباط 27 مايو
ضباط 27 مايو هم مجموعة من ضباط الجيش منهم من تواجد بميدان التحرير من بداية الثورة ومنهم من نزل الميدان للتأكيد على أن الرتب الكبيرة أيضا لها حق الاعتراض على تغير مسار الثورة واستمرار اختفاء ضباط 8 أبريل والمقدم أيمن سالم والاعتراض على بطأ المحاكمات وهزليتها وتم القبض عليهم بإسلوب لا يتناسب مع شرف العسكرية المصرية واقتيادهم إلى المخابرات الحربية واحتجازهم لمدة 4 شهور وتم تقديمهم للمحاكمات العسكرية وحكم عليهم بالسجن من سنتين إلى ثلاث سنوات.

## أسماء ضباط 27 مايو
- العقيد / عمرو جميل
- عقيد متقاعد / محمود عبد العلى الشهابى
- مقدم طيار / هانى شرف
- الرائد / فؤاد الدسوقى

## أسباب نزولهم (مطالبهم)
تتلخص مطالب الشعب المصري المؤيدة من قبل ضباط 8 أبريل في الاتى :
1. للتأكيد على أن الرتب الكبيرة أيضا لها حق الاعتراض على تغير مسار الثورة.
2. استمرار اختفاء ضباط 8 أبريل والمقدم أيمن سالم.
3. الاعتراض على بطأ المحاكمات وهزليتها.

## القبض عليهم
تم القبض عليهم من قبل المخابرات الحربية واقتيادهم بطريقه لا تليق بضباط جيش.
بتهمه مناهضه المجلس العسكري في أسلوب إدارته للشئون الداخلية للبلاد، ولكن تم تبرئتهم من هذه التهمه مع استمرار حبسهم.

## محاولات الإفراج عنهم
تضامنت الكثير من القوى الثورية والائتلاف العام للثورة والكيانات الثورية مع ضباط 8 أبريل وضباط 27 مايو  واستمر أهالي الضباط بالتظاهر مطالبين بإطلاق سراحهم والعفو الشامل عنهم لإنهم لم يرتكبوا أي جريمة وإنما فقط نزلوا لمسانده الثورة  

ونظمت حركة ضباط 8 إبريل وقفه كل يوم خميس أمام وزاره الدفاع مطالبين بالإفراج والعفو الشامل عنهم.

تنظم حركة ضباط 8 أبريل حمله لجمع توقيعات (حمله جمع المليون توقيع) للإفراج عن الضباط

بدئوا مع ضباط 8 ابريل إضرابهم المفتوح عن الطعام كوسيله مبدئيه للضغط لتنفيذ مطالبهم.

## أنظر أيضـًا
ضباط 8 ابريل

أحمد شومان